# Pervomaiski (Výselki, Krasnodar)
Pervomaiski (del ruso: Первомайский) es un posiólok del raión de Výselki del krai de Krasnodar, en Rusia. Está situado en las llanuras de Kubán-Priazov, en la cabecera del Beisuzhok Pervi, afluente del Beisug, 38 km al nordeste de Výselki y 116 km al nordeste de Krasnodar, la capital del krai. 
Tenía 274 habitantes en 2010
Pertenece al municipio Krúpskoye. 